# Лигнаны
Не путать с Лигнином.
Лигнаны — группа фенольных соединений растительного происхождения. В соответствии с номенклатурой органических соединений ИЮПАК подразделяются на пять классов. Наиболее изучены собственно лигнаны  и неолигнаны. Впервые выделены в 1927 году Робертсоном. В 1936 году Хейвус ввел понятие "лигнаны" в химию природных соединений.
Наибольший практический интерес представляют лигнаны, обладающие противоопухолевой активностью (подофилотоксин, арктиин), матаирезинол, 7-гидроксиматаирезинол, диглюкозид секоизоларициресинола, секоизоларициресинол, соединения стимулирующие ЦНС (лигнаны лимонника), гепатопротекторы (бициклол, лигнаны расторопши). Некоторые лигнаны  обладают эстрогенной активностью. Лигнаны являются также антиоксидантами.

## Биосинтез
Лигнаны являются полифенолами, образующимися из тирозина путём димеризации замещённого коричного спирта (т. н. монолигнолы) до производного дибензилбутана. Реакция катализируется окислительными ферментами и регулируется специальными белками.

## Пищевые источники
Наиболее богаты лигнанами плоды лимонника Schisandra chinensis (до 2%) и лопуха, льняное и кунжутное семя. Основной предшественник лигнанов в льняном семени — диглюкозид секоизоларициресинола. 
К другим богатым лигнанами пищевым источникам относятся злаковые (рожь, пшеница, овёс и ячмень), семена тыквы, соя, брокколи, фасоль и некоторые ягоды.
Первыми лигнанами, обнаруженными в продуктах питания, были секоизоларициресинол и матаиресинол. Основными лигнанами в питании человека являются пиноресинол и ларисиресинол, которые в сумме составляют около 75 % общего потребления лигнанов. Остальные 25 % включают секоизоларициресинол и матаиресинол. Другие важные лигнаны в пище — сирингаресинол и гидроксиматаиресенол. Однако их распределение в продуктах не изучено.
Количественное содержание лигнанов:
| Источник       | Содержание в 100 г  |
| -------------- | ------------------- |
| Льняное семя   | 300,000 мкг (0.3 г) |
| Кунжутное семя | 29,000 мкг (29 mg)  |
| Капустные      | 185 - 2321 мкг      |
| Зерновые       | 7 - 764 мкг         |
| Красное вино   | 91 мкг              |